# Heterobemisia alba
Heterobemisia alba là một loài côn trùng cánh nửa trong họ Aleyrodidae, phân họ Aleyrodinae.
Heterobemisia alba được Takahashi miêu tả khoa học đầu tiên năm 1957.